# Confederação Abolicionista

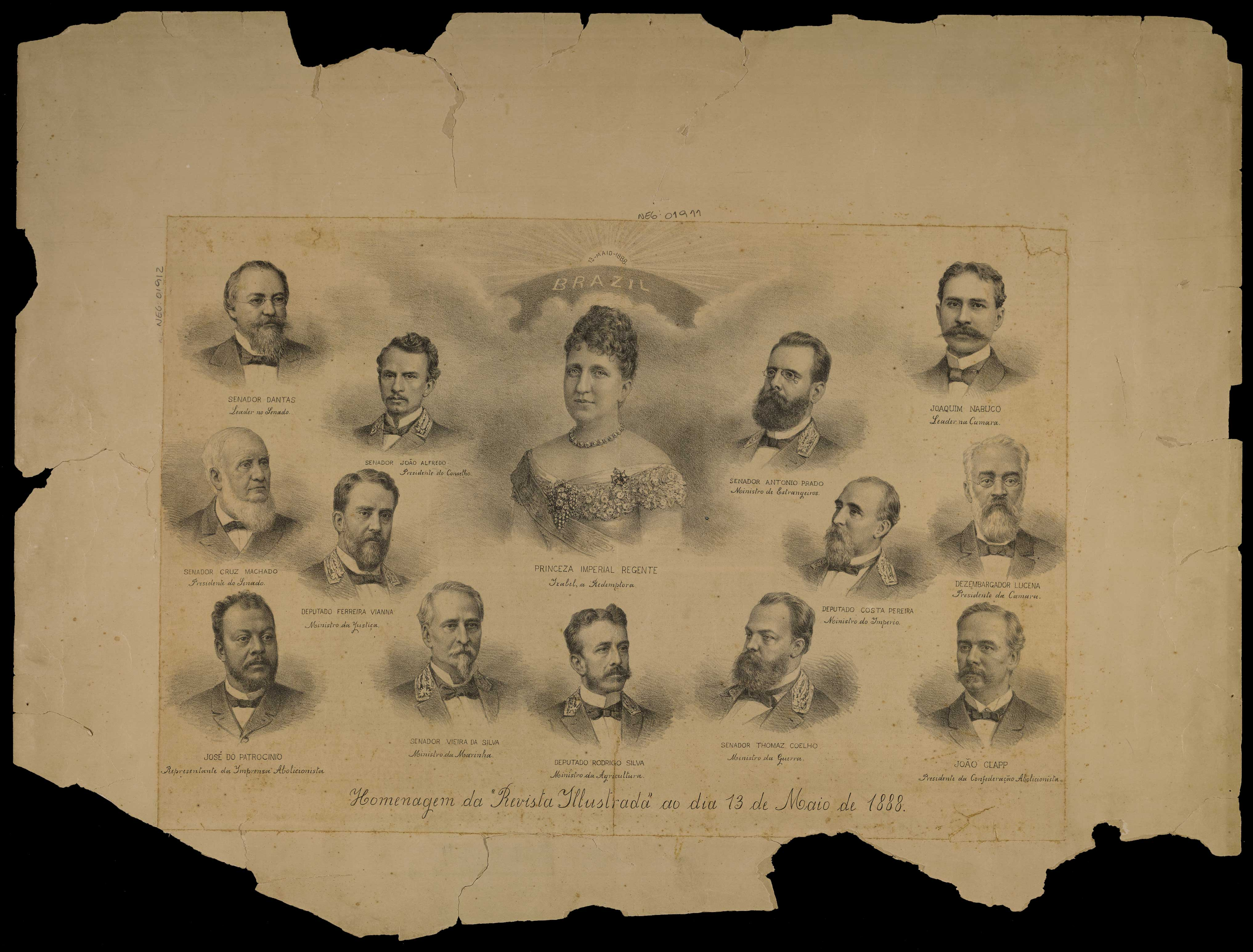
João Clapp, como presidente da Confederação Abolicionista, em imagem da imprensa a respeito do Gabinete João Alfredo.

A Confederação Abolicionista brasileira foi uma organização política criada em 9 de maio de 1883, com o objetivo de pressionar o governo brasileiro para que pusesse fim na escravidão. A Confederação Abolicionista foi capaz de coligar sociedades antiescravistas de todo o Império. Seus meios de ativismos se deram principalmente na imprensa, no teatro, na organização de reuniões e conferências e nos fundos de emancipação locais. Dentre seus membros estavam alguns dos mais ilustres líderes do Movimento Abolicionista brasileiro, tais como: José do Patrocínio, Joaquim Nabuco, André Rebouças, Luiz Gama e João Clapp.
A institucionalização da Confederação Abolicionista aconteceu dentro de um contexto político e econômico marcado por uma forte pressão internacional para o fim da escravidão no Brasil. Embora o ideal abolicionista já estivesse em voga desde o final da década de 1860 é só a partir do ano de 1880 que o Movimento Abolicionista ganha força. Nesse momento há um aumento na circulação de ativistas, retóricas e estratégias através de navios a vapor e a tecnologia dos telégrafos. Essas novas tecnologias possibilitaram a circulação de debates e experiências políticas em escala internacional, o que impulsionou que vários ativistas de diferentes países construíssem alianças, ou redes de sociabilidade. A partir dessa conjuntura surgiram grupos de sujeitos que partilhavam os mesmos interesses, e ao longo dos anos esses grupos passaram a se articular para manter a comunicação, resultando no surgimento de várias associações politicas nacionais. Tal modelo de agrupamento devidamente estruturado se evidenciou originalmente em países europeus, tais como Inglaterra e França e ficou conhecido como associativismo. Porém, essa referência forneceu aos antiescravistas brasileiros o protótipo ideal para a construção de um ativismo local. A partir desse protótipo os abolicionistas brasileiros fizeram uma apropriação adaptada, de acordo com as subjetividades encontradas no contexto nacional e na tradição política do Brasil. Temos como exemplo de adaptação o fato de que no Brasil os locais de agrupamento dos abolicionistas foram em grande maioria composto por teatros, o que trouxe uma característica peculiar ao movimento que é seu envolvimento com as artes, a dramatização da escravidão e a teatralização da política. Essa especificidade o difere muito dos modelos estrangeiros, que se agrupavam em igrejas. Contudo, o associativismo foi o modelo de ativismo adaptado e seguido pelos abolicionistas brasileiros como estratégia política. Cláudia Regina Andrade dos Santos(2016) demonstra, de acordo com o levantamento feito no Almanak Laemmert, a expansão da vida associativa no Rio de Janeiro durante a década de 1880. Segundo ela, o aumento do número dessas instituições teve uma estreita vinculação com a intensificação dos debates políticos e com o ativismo político dos setores populares abolicionistas brasileiros. Assim, ela afirma que o Movimento Abolicionista Nacional transformou o campo da política através do associativismo, criando clubes, sociedades, grêmios e escolas de diferentes matizes ideológicos, sociais e políticos. Dessa forma, em 1883 o Movimento Abolicionista conseguiu através da articulação entre várias organizações, reuni-las em um programa em comum, a Confederação Abolicionista. 
A Confederação Abolicionista brasileira foi criada às 18 horas do dia 9 de maio de 1883, em uma reunião organizada na sede da Gazeta da Tarde do Rio de Janeiro. A entidade surgiu dentro do contexto mais ativo do Movimento Abolicionista no Brasil. Foi responsável pela coordenação de diversas associações antiescravistas, e pelo desenvolvimento do Movimento Abolicionista entre as províncias do Império. Além disso, foi capaz de nacionalizar a campanha com a sua forma de fácil reprodução dos acontecimentos e decisões, utilizando as sessões públicas, conferências e festivais. Suas atuações em jornais que divulgavam artigos, panfletos, ensaios, produções artísticas, traduções e manifestos; foram responsáveis por viabilizar o contato a nível nacional entre os que estavam na liderança das províncias e os demais que participavam do movimento. Antes de sua criação houve duas outras instituições que lutavam contra a escravidão no Brasil, a primeira foi a Sociedade Brasileira Contra a Escravidão e em seguida foi criada a Associação Central Emancipadora. As sociedades que inicialmente formaram a Confederação Abolicionista foram em sua maioria associações estudantis, mas também havia uma variedade social, em que se incluíam associações de tipógrafos, empregados do comércio e ex-escravizados. Grande parte das sociedades estavam localizadas nas províncias do Rio de Janeiro, Pernambuco, Ceará, Rio Grande do Sul e Espírito Santo, mas com o passar do tempo elas foram ganhando maior extensão territorial no Império. Dentre os grupos antiescravistas que estavam coligados a Confederação Abolicionista havia várias figuras históricas que se destacaram com suas atuações no Movimento Abolicionista, dentre elas estavam Joaquim Nabuco, André Rebouças, Abílio Borges e Luiz Gama. Os três últimos citados recebem menos prestígio quando se toca no assunto da abolição, entretanto suas participações, mesmo que independentes, foram fundamentais para que fossem elaboradas estratégias de desenvolvimento político no Movimento Abolicionista.

## Membros da Confederação Abolicionista

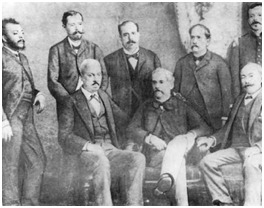
Foto da diretoria da Confederação Abolicionista, 16 de maio de 1888. De pé, da direita para a esquerda: José do Patrocínio, Luís de Andrade, Inácio von Doellinger, Praxedes Medella e Luiz Pereira. Sentados, da direita para a esquerda: André Rebouças, João Clapp e José de Seixas Magalhães.

A Confederação Abolicionista foi criada em 1883 no Rio de Janeiro, pelos abolicionistas André Rebouças e José do Patrocínio. A organização defendia uma abolição ampla, imediata, e sem indenização para os proprietários de escravos. O abolicionismo teve diversos fomentadores tanto inter-regionais, como nacionais, alguns desses foram: Luiz Gama, que de acordo com Alonso (2015), foi a pessoa por trás da articulação do ativismo judicial; Abílio Borges, que uniu a mobilização nacional e estrangeira e Joaquim Nabuco aprofundou; José do Patrocínio que coordenou as eximias estratégias no espaço público; e André Rebouças que dentre todos foi o mais importante articulador do Movimento, visto que esse era aristocrata e filho de politico. Assim André Rebouças detinha inúmeras conexões, e deste modo conseguiu transitar nos espaços púbicos, instituições politica, fazer negócios com empresários, e etc. O mesmo, conseguiu se aproximar dos estudantes, profissionais de teatros, dentre outros. Deste modo se tornou um grande influenciador do movimento.    
Umas das maiores virtudes do Movimento Abolicionista brasileiro é sua diversidade - diferenças de posição social, status, região de origem, carreira, acesso ao sistema político entre os abolicionistas - que apesar de gerar conflitos internos, viabiliza o processo de formar novas alianças. Os militantes do movimento abolicionistas vinham de diversos estratos sociais,  homens e mulheres, desde aristocratas modernizantes à pessoas de posições “subalternas”. Parte expressiva dos ativistas tinha modo de vida desvinculado da escravidão, eram parte de setores médios e baixos do estrato social urbano do Império. Com o fim do tráfico transatlântico de escravizados e a ascensão do tráfico interprovincial, o contingente de escravizados tinha se concentrado entre as áreas de produção agrária e entre famílias mais ricas. Dessa forma, funcionários públicos, comerciantes e profissionais liberais, de modo geral, possuíam poucos ou nenhum escravizado. Haviam também entre os abolicionistas estudantes, jornalistas, escritores, artistas, membros do exército, empregados do comércio, tipógrafos, jornaleiros, entre outros. As mulheres participavam do ativismo através da filantropia, na organização de eventos e arrecadações, auxiliavam seus maridos, pais e irmãos, também participavam de apresentações artísticas. Fundaram sociedades abolicionistas, inclusive a Ave Libertas formada apenas por mulheres em Recife. Alonso (2015), afirma que ao longo da campanha abolicionista as mulheres integraram seis sociedades mistas e 21 exclusivamente femininas. Em linhas gerais, essa diversidade auxiliou na quantidade de pessoas no movimento e possibilitou a divisão das atividades, as quais se mostraram estilos de ativismo únicos, mas complementares. 

## Manifesto da Confederação Abolicionista

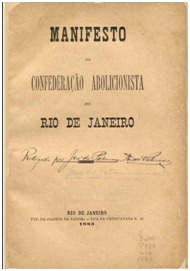
Capa do Manifesto da Confederação Abolicionista do Rio de Janeiro publicado pela Typografia da Gazeta da Tarde, Rio de Janeiro, 1883.Fonte: Manifesto da Confederação Abolicionista do Rio de Janeiro, disponível em: senado.leg.br.

O Manifesto da Confederação Abolicionista do Rio de Janeiro é retratado em uma reunião da Confederação Abolicionista em 11 de agosto de 1883. Dentre de todo o conteúdo contido no manifesto está a afirmação de que propaganda abolicionista não era um anseio ou uma questão anarquista sentimentalista, nem tão pouco uma questão filosófica, mas sim uma apresentação do direito que se encontrava nos tratados parlamentaristas. A propaganda abolicionista dentro dos limites constitucionais tinha o direito de pedir que os delegados do povo a ouçam. Ou seja, inicialmente o texto trás um vocativo (Augustos e Digníssimos Representantes da Nação Brasileira) que nos mostra, que a intenção é que todas as províncias e pessoas do Império escute o que é falado, pois de acordo com o texto a pose de escravo é criminosa, visto que, a liberdade humana é fundamental para que possa atuar as três leis naturais do progresso social que são: solidariedade, concurso e mutualidade. 
O documento é assinado por um grupo de instituições abolicionista. De acordo com o manifesto, a cidade do Rio de Janeiro é o espaço que proporciona o embate pela abolição, ao unir e opor aos interessados no que está em jogo, pela ótica econômica, institucional e política. A cidade tem um espaço que não apenas torna possível o embate, entretanto dá a ele um modus operandi impossível de se dar se se tratasse de um espaço significado como disperso.  
A principio o texto do Manifesto apresenta um histórico da escravidão que começou desde o período colonial, fazendo uma demonstração histórica da escravidão de índios e africanos no Brasil. Ademais, há relato de outros aspectos da história dos avanços e recuos feitos no plano do Império trilhando a abolição. A mesma é descrita como uma fatalidade que “fez com que a escravidão se tornasse um fato, e, o que é mais, obtivesse tolerância universal”. No texto são apontados argumentos contra essa escravidão. 
No texto do Manifesto, a liberdade deve ser um princípio essencial decisivo na organização de uma sociedade, pois não se trata de uma explicação do funcionamento social, trata-se de exigir que esta sociedade considere que tal valor deve orientar as relações sociais. Neste embate político o Manifesto da Confederação Abolicionista do Rio de Janeiro afirma, sobretudo que todos devem ser livres. Isto é, sustenta que se deve considerar a igualdade e o direito à liberdade como um direito de todos. 

## Meios de ativismo
Nos primórdios de sua formação o Movimento Abolicionista brasileiro relacionou-se com movimentos internacionais e inspirou-se em suas formas de ação. No entanto, diante das especificidades do cenário brasileiro, as ações não puderam ser simplesmente transpostas a militância brasileira. O modelo mobilizador anglo-americano norteou as ações do movimento brasileiro. Mas, ao contrário do caso estadunidense, por exemplo, que contava com o apoio da Igreja protestante e organizava sua militância nas associações Quaker. No Brasil, um país católico, a Igreja era uma das instituições do Estado, assim como o escravismo; cenário similar ao das colônias espanholas: Porto Rico e Cuba - os quais nos anos 1870 também passavam pelo processo de abolição.  
A Confederação Abolicionista formulou várias estratégias para vencer a luta contra a escravidão, e uma das maiores armas utilizadas pelos abolicionistas foi a retórica. A prática discursiva da retórica foi introduzida pela tradição intelectual e política do país através das instituições de ensino portuguesas. Para o autor Júlio César de Souza Dória (2015) na década de 1880 a retórica era o que estruturava o contexto linguístico e político brasileiro. A presença de elementos de retórica nos discursos do parlamento, ruas, conferências e artigos de jornais que circulavam no Império demonstram que a adoção dessa prática discursiva servia como forma de articulação das ideias, com o objetivo de convencer o público e os opositores da causa. Entretanto, após o ano de 1885 o Movimento Abolicionista insatisfeito com a lentidão do projeto de abolição gradual da escravidão se rebelou contra o Estado, mudando assim seu caráter pacífico.

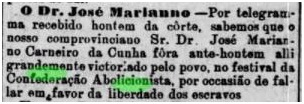
No dia 14/01/84 um telegrama vindo do Rio de Janeiro informou que o abolicionista pernambucano José Marianno Carneiro da Cunha foi grande vitoriado pelo povo no Império dia 13/01/84 no festival da Confederação Abolicionista, por ocasião de falar em favor da liberdade dos escravos.

Segundo Angela Alonso (2015), existiram três fases do Movimento Abolicionista brasileiro. A primeira fase ocorreu entre 1868 e 1871. Nesse período surgiu o primeiro ciclo de mobilização antiescravista no espaço público brasileiro, carregados por membros da elite imperial. Concomitantemente se iniciou uma reação política escravista nesse mesmo espaço. A reação do Estado sobre esse início de mobilização foi tolerante. Assim, esses ativistas pioneiros do Movimento Abolicionista conseguiram transmitir a causa e estratégia do movimento, mesmo que suas ações tenham tido uma baixa atividade.  
A segunda fase ocorreu entre 1872 e 1887. Com a vigência da lei, a saída do Partido Conservador do governo e a chegada dos Liberais, houve a nacionalização da mobilização e trouxe aos abolicionistas a oportunidade para intensificaram seu protesto. Entre 1884 e 1887 ocorreram 896 eventos de mobilização pró-abolição no Brasil, sem apoio de outras instituições, mas também sem repressão do Estado.  
A terceira e última fase enquadra a década de 80 do século XIX, marcada pelo momento de preponderância do Movimento Abolicionista. Os confrontos mais radicais travados entre abolicionistas e escravistas ocorreram nessa época, sobretudo no ano de 1885. Nesse contexto, os abolicionistas fizeram o uso de estratégias legais e extralegais para obter sucesso na sua principal causa, o fim da escravidão. Em 1884 ocorreu a institucionalização do movimento, que passou a ajudar o governo com o projeto de emancipação gradual. Nesse contexto, a oposição da união entre o governo e o movimento foi considerável, e o grupo formado por proprietários de escravos mostrou sua força nas votações, visto que sempre que se levantava a pauta pela abolição eles se posicionavam contra. Ainda no ano de 1884, vários abolicionistas se candidataram a cargos legislativos em províncias do Brasil, mas o Contramovimento significativamente ativo e forte venceu essas eleições, e logo após fecharam a oportunidade política da reforma. Em 1885, ocorreu o período final da mobilização abolicionista de confronto. O movimento depois de ser expulso do espaço público começou a infringir as leis, com ações diretas.

### Formas legais de ativismo

#### Imprensa
A Imprensa periódica se faz presente na América Portuguesa regularmente desde o século XVII, através das publicações portuguesas e de outros países da Europa. No Brasil os impressos começaram a ser produzidos em 1808 e se consolidaram a partir de 1821. Durante o século XIX os jornais passaram a ser publicados diariamente e assim conquistaram espaço como uma importante fonte de informação da sociedade brasileira. Visto isso, a Confederação Abolicionista utilizou a imprensa como ferramenta imprescindível para formar a opinião pública a respeito da escravidão. Ao longo da década de 80 a discussão sobre a abolição se acentuou e os posicionamentos contra a escravidão se tornaram cada vez mais nítido. Nesse contexto, a imprensa serviu como meio propagandístico de ideias abolicionistas, sobretudo durante a década de 1880. Nos impressos os abolicionistas defendiam suas concepções em debates contra sujeitos reacionários e conservadores. 
Embora houvesse uma significativa circulação de periódicos no Império, o tipo de impresso que mais apresentou debates sobre a abolição foi o jornal. Através dos jornais os ativistas atribuíram maior visibilidade ao Movimento Abolicionista, relatando sobre o andamento da causa abolicionista no Brasil. Após 1885 a indignação dos opositores da escravidão refletia nos inúmeros debates expostos nos jornais. Um de seus argumentos mais vorazes apontava o escravismo como o atraso social do país, essa alegação impactou consideravelmente a esfera pública, que formava sua opinião a respeito da causa. Ainda nos jornais, os abolicionistas afirmavam constantemente suas ações contra o escravismo, como a realização de espetáculos teatrais promovidos para sensibilizar a população a respeito da causa; as conferências e reuniões; e as arrecadações de doações para os fundos emancipatórios locais. Um dos principais jornais abolicionistas da época foi a Gazeta da Tarde, fundada no Rio de Janeiro, em 1880 por Ferreira de Menezes e assumido em 1881 por José do Patrocínio. Suas páginas serviram de palco para os discursos fervorosos de diversos abolicionistas. Para além dos jornais, os abolicionistas também divulgavam seus preceitos por meio de meetings (públicos e privados), conferências e quermesses.  
Enquanto os ativistas letrados expunham suas oratórias em escrito nos jornais e acompanhavam os debates acirrados nas notícias redigidas, os abolicionistas iletrados consumiam as famosas charges. Para o segundo grupo, a charge cumpria um importante papel na propaganda abolicionista. A Revista Ilustrada de Ângelo Agostini, trazia a mensagem antiescravista em forma de charge, que possibilitava o entendimento até dos que não liam. Além da abolição outras questões eram discutidas na imprensa um dos assuntos recorrentes dizia respeito à estrutura política do Império, onde republicanos e monarquistas confrontavam suas concepções, no final do século XIX, principalmente entre os anos de 1888 e 1889. Ademais, as formas e rédeas das manifestações abolicionistas para ocasionar mobilização popular também eram discutidas. 

#### Teatro

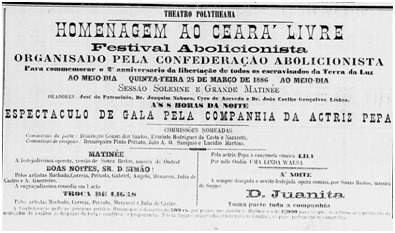
Anúncio de um festival abolicionista no formato de conferência-concerto, organizado pela Confederação Abolicionista em comemoração à abolição do Ceará.

O pedagogo Abílio Cesar Borges (1824-1891) foi pioneiro no “Método Bumerangue” que buscava pressionar as instituições brasileiras através de aliados internacionais. Também foi pioneiro da organização de cerimônias cívicas na década de 1860, em suas escolas em Salvador e Rio de Janeiro, onde eram realizados discursos antiescravistas e alunos escreviam e declamavam poemas com o tema, um desses alunos foi Castro Alves (1847-1871). Na sua associação abolicionista Libertadora 7 de Setembro, recebia doações que permitiam a compra e distribuição de cartas de alforrias, que aconteciam durante suas cerimônias cívicas. Essas cerimônias foram o embrião das conferências-concerto da década de 1880.
Os teatros no século XIX no Brasil eram uma das principais formas de entretenimento e propagação da cultura, devido ao seu alcance popular entre diferentes classes ele se tornou um importante veículo de divulgação do movimento. Segundo Ricardo Tadeu Caires Silva (2013), a partir de 1850 o teatro passa a receber um público mais amplo e diversificado, deixando de ser um ambiente exclusivamente elitista. Abolicionistas como Rebouças, que circulou pela Europa na década de 1870, tiveram contato com as conferencias antiesclavistas no Theatro de Variedades de Madri, organizadas pela Sociedade Abolicionista Espanhola. Com inspiração nas ações do abolicionismo espanhol, que fez uso dos teatros na sua propaganda, o movimento brasileiro utilizou desse meio não apenas como ponto de encontro para discutir suas pautas, mas também a arte tinha papel central nesses eventos por provocar a reflexão ao público assistente. O primeiro espetáculo abolicionista foi organizado por Vicente de Souza em 1879 no Teatro São Luís. Segundo Angela Alonso (2015), a mobilização nacional aumenta após a abolição do Ceará em 1884, figurando uma série de ações públicas do Movimento Abolicionista.  
Os espetáculos teatrais promovidos pelos abolicionistas levavam um público mais amplo - em relação a outras atividades – ao contato com as ideias do movimento. A programação tinha um repertório diverso, incluindo a apresentação de poesia, orquestras, conferências e a entrega de cartas de alforria, que acontecia ao fim de cada evento. Poesias e peças teatrais serviam para disseminar a moral antiescravista e sensibilizar a população urbana para a causa abolicionista. Obras como, a adaptação teatral de A Cabana do Pai Tomás de Harriet Beecher Stowe, e o poema Navio Negreiro de Castro Alves, foram diversas vezes representadas no repertório artístico desses eventos. As montagens movimentavam linhas de bonde, que funcionavam em horário especial para atender os eventos abolicionistas, e o pequeno comércio ao redor do teatro nos dias de espetáculo. Comemorações e eventos que contribuíram para a libertação dos escravos eram levadas ao teatro, como a Lei Eusébio de Queiroz, a Lei do Ventre Livre e a Abolição no Ceará. 
Ao fim do evento que combinava apresentação artística com discurso político, a platéia atirava no palco camélias, a flor símbolo do movimento. Através da arte os abolicionistas brasileiros sensibilizaram a opinião pública quanto o problema da escravidão. As conferências-concerto foram decisivas para o crescimento da aceitação pública da abolição e para a adesão à mobilização.

#### Reuniões e conferências

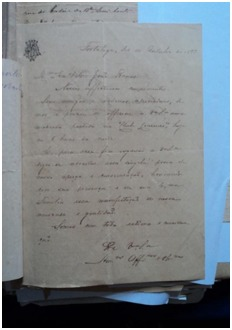
Carta vinda de Fortaleza no dia 20 de outubro de 1883 e endereçada ao abolicionista pernambucano João Ramos. Na carta o Clube Abolicionista Cearense convida João Ramos a participar de um encontro. A instituição diz que o convite é uma prova da sua consideração para com o abolicionista. Nesse período João Ramos era presidente do Clube do Cupim, sociedade abolicionista pernambucana filiada a Confederação Abolicionista. Fonte: Coleção Mário Melo, IAHGP – Instituto Arqueológico Histórico e Geográfico Pernambucano. Pernambuco, 1883.

O Movimento Abolicionista nacional transformou o campo da política através do associativismo, criando clubes, sociedades, grêmios e escolas de diferentes matizes ideológicos, sociais e políticos. Dessa forma, em 1883 o Movimento Abolicionista conseguiu através da articulação entre várias organizações, reuni-las em um programa em comum, a Confederação Abolicionista. 
Os membros da Confederação Abolicionista conviviam em constante comunicação através de reuniões presenciais, meetings, cartas e telegramas. Assim, os clubes de diferentes províncias, os quais pertenciam a Confederação funcionavam como um só organismo. Na década de 1880 os abolicionistas formavam um grupo consideravelmente forte, capaz de opor-se a elite escravista da época. Nesse contexto, as reuniões, conferências e meetings formaram a engrenagem essencial que manteve a comunicação da Confederação Abolicionista e trouxe organização e êxito às ações do Movimento.  

#### Fundos de emancipação
A Lei do Ventre Livre (Lei n. 2.040/1871), promulgada em 1971, estabelece em seu 3º artigo a criação de um fundo nacional de emancipação, instrumento jurídico criado com o intuito de angariar recursos destinados a compra de alforrias. O Fundo de Emancipação era composto pelos impostos de transmissão de propriedade escrava, do produto de seis loterias anuais e um décimo das concedidas para correrem na capital nacional, das multas impostas pelo descumprimento da lei, de doações, e de parte do orçamento geral, provincial e municipal. Em uma década de vigência, segundo levantamento de Evaristo de Moraes, o fundo de emancipação tinha tido sucesso em libertar apenas 1% da população escrava. Diante do lento progresso do programa do governo para a emancipação gradual, associações abolicionistas criaram seus próprios fundos de emancipação, a fim de financiarem uma maior quantidade de alforrias.  
Segundo Castilho e Cowling (2013), na década de 1880 a prática de conceder alforrias foi central para o desenvolvimento do Movimento Abolicionista. Enquanto criticavam a ineficiência do fundo de emancipação nacional, utilizavam os fundos de emancipação locais para mobilizar a opinião popular. Os abolicionistas divulgavam em jornais as doações recebidas e o nome dos doadores, também convidavam escravizados a submeter petições de manumissão – que eram geralmente feitas pelos próprios escravizados em reuniões de sociedade abolicionistas. Ao contrário do fundo nacional de emancipação, a arrecadação dos fundos de emancipação locais vinham, principalmente, de doações, arrecadação em concertos e quermesses. Os fundos locais contavam com uma ampla base de doadores. As associações abolicionistas utilizaram das cerimônias publicas e conferências-concerto para distribuir as cartas de alforria, como forma de propaganda e incentivo a doações aos seus respectivos fundos de emancipação.  
Diante do crescimento da relevância dos fundos de emancipação locais, nos primeiros anos da década de 1880, governos locais instituíram seus próprios fundos de emancipação, como forma de tomar o controle sob o processo de emancipação. Assim fizeram: a Assembleia legislativa de Pernambuco em 1883, a Câmara Municipal de Recife e do Rio de Janeiro em 1884. O “Livro de Ouro” da câmara municipal do Rio de Janeiro surgiu com o objetivo de libertar todos os escravizados do município. Segundo levantamento de Castilho e Cowling (2013), o Livro de Ouro libertou entre 1885 e 1887, 797 escravizados em nove cerimônias de emancipação. Tais cerimônias foram realizadas no Paço Municipal em aniversários dos membros da família real e da independência, dessa forma promovendo não só o ideal da abolição como também a família real e a Câmara Municipal do Rio de Janeiro. Apesar de dividir opiniões entre membros do Movimento Abolicionista, Castilho e Cowling (2013) afirmam que a Confederação Abolicionista e a Câmara Municipal do Rio de Janeiro colaboraram entre si no financiamento da compra de alforrias. Por fim, na década de 80 o dinheiro dos fundos emancipatórios também serviam para bancar duas práticas abolicionistas extralegais: o acoitamento de escravizados e o planejamento de fugas de cativos. 

#### Abolição do Ceará e Amazonas

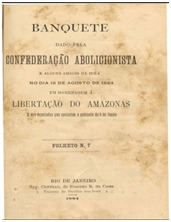
Capa de um folhetim que descreve o banquete em comemoração à abolição do Ceará, oferecido pela Confederação Abolicionista. Fonte: Typografia Central, 1884, Rio de Janeiro. Disponível em: senado.leg.br.

A Confederação Abolicionista buscou construir alianças com a militância das províncias. Inspirados pela estratégia de “territórios livres” do abolicionismo estadunidense, a Confederação encabeçou uma campanha de abolição da escravidão em territórios brasileiros. Segundo afirma Angela Alonso (2015), a campanha de libertação só foi bem sucedida em territórios onde foi possível a combinação de uma baixa organização política do escravismo local, um executivo provincial facilitador e um movimento estruturado e conectado com a corte. A partir dessa combinação, a abolição foi comemorada no Ceará em 25 março 1884 e no Amazonas em 24 maio do mesmo ano em Manaus e 10 de julho se estende a todo estado.  
O Ceará e o Rio de Janeiro na primeira metade da década de 1880 eram os principais polos de ativismo, foram formadas ali, respectivamente, 24 e 21 novas associações abolicionistas. Em 1883, Sátiro de Oliveira Dias torna-se presidente da província do Ceará, partidário do abolicionismo, aplica o fundo de emancipação na província, assim como o estipulado pela lei de 1971. Em seguida, em 3 de outubro, a Assembleia Provincial aprovou o projeto que aumentou o tributo de para cada escravo existente na província e o imposto para cada escravo que fosse exportado, o que restava dos escravizados foi assim vendido antes da lei entrar em vigor, como estratégia de lucro para os proprietários. De forma progressiva, a partir de 1883 municípios do Ceará conquistaram a abolição da escravidão. A confederação Abolicionista então, como estratégia contra uma possível regressão da vigência da Lei Provincial n. 2.034 de 19 de outubro de 1883, faz publicações na imprensa e adianta as comemorações da Abolição do Ceará para 25 de março. A notícia da libertação do Ceará corre pela imprensa internacional, são feitas conferências-concerto para comemorar o feito. Patrocínio e Nabuco organizam eventos em Paris e Londres para divulgar o feito e movimentar a opinião estrangeira em favor as ações tomadas no Ceará. Também foram importantes as ações dos jangadeiros, que se recusaram a transportar escravizados, tal feito acelerou a discussão da libertação e inspirou abolicionistas. Dentre os jangadeiros, seu líder, Francisco José do Nascimento é símbolo da resistência e afirma a contribuição de pessoas pretas no processo de abolição no Brasil. 
No Amazonas a população escravizada na década de 1880 tinha em torno de 1500 pessoas. Teodureto Carlos de Faria Souto assumiu o governo em março de 1884, também partidário do abolicionismo, segue os passos de Dias e aprova em abril do mesmo ano o projeto de Abolição do Amazonas, a Lei Provincial n.º 632. As comemorações da libertação do Amazonas foram marcadas para o dia 24 de maio de 1884, foram realizadas cerimônias seguindo o modelo já bem difundido entre as províncias. Como o banquete oferecido pela Confederação Abolicionista em 19 de agosto de 1884, em comemoração a libertação do Amazonas. A cerimônia teve a presença do presidente do Amazonas e líderes da Confederação como: João Clapp, Rebouças, Patrocínio e Nabuco.

### Formas ilegais de ativismo
As lutas sociais ocorridas na década de 80 contra escravidão levaram o Brasil a um clima de conflitos constantes, além disso, a repercussão das críticas ao escravismo que foram amplamente difundidas pelo Império através dos abolicionistas, no final do século XIX, causou um sentimento de repulsa em algumas pessoas sobre o sistema servil. Contudo, essas lutas foram capazes de levar o sistema escravista a sua degradação no fim do século XIX.  
Antes de 1887 existiam várias vertentes abolicionistas, umas mais conservadoras e outras mais radicais. Os conservadores não apoiavam a luta pela abolição com o contato direto com escravos. Enquanto que os mais radicais lutavam por uma completa reforma social brasileira. No ano de 1887 o Movimento Abolicionista tornou-se unânime, e segundo Maria Helena Machado (1994), após esse período os abolicionistas começaram a penetrar nas senzalas, organizando as fugas em massa e o abandono das fazendas. A partir disso o protesto dos escravizados ganhou conteúdo e direção política efetiva.  
Após a abolição total nas províncias do Ceará e Amazonas as fugas interprovinciais passaram a ser uma forte estratégia dos abolicionistas para libertar cativos, adaptação brasileira das Underground Railroads estadunidenses. Nesse momento os ativistas custeavam desde o acoitamento do escravizado na província em que se encontrava cativo, a fuga deste até uma das províncias que haviam decretado a abolição, até o início de sua estadia na nova província e em sua nova condição de sujeito livre.  

## Epílogo
Este verbete é resultado do trabalho desenvolvido por alunas da graduação em História da UFRPE em 2021, na disciplina ministrada pela professora Maria Emília Santos, História da Cultura Afro-Brasileira. Teve como objetivo principal mostrar o surgimento da Confederação Abolicionista, apresentando o seu contexto histórico e as suas formas de atuação dentro do Movimento Abolicionista. Para embasar o trabalho foram realizadas leituras bibliográficas específicas sobre o assunto, e também as pesquisas realizadas pelas discentes Luana Lopes e Julyany Paz, com os respectivos títulos: “Espetáculos da Liberdade: O Movimento Abolicionista e o campo teatral na Cidade do Recife entre os anos de 1885 e 1888 (BIA-FACEPE)” e “A Confederação Abolicionista Pernambucana: práticas e performances entre os anos de 1883 e 1888 (PIBIC-CNPQ)”.